# Andrew Breitbart
Andrew James Breitbart, född 1 februari 1969 i Los Angeles, död 1 mars 2012 i Los Angeles, var en amerikansk konservativ publicist, kommentator för The Washington Times, författare och gästkommentator för en rad nyhetsprogram. Han var redaktör för Drudge Report. Breitbart var tidigt researcher för Arianna Huffington och var närvarande vid starten av hennes nyhetspublikation The Huffington Post.
Andrew Breitbart ligger bakom nyhetssajten Breitbart News Network.

## Unga år
Breitbart var adoptivson till Gerald och Arlene Breitbart, en restaurangägare respektive en banktjänsteman, och växte upp i exklusiva Brentwood, Los Angeles. Han uppfostrades i den judiska tron eftersom hans adoptivmor hade konverterat till judendomen när hon gifte sig med hans adoptivfar.
Han var tidigt vänsteraktivist men fick en "uppenbarelse" när han i början av 1990-talet följde debatten kring Clarence Thomas, en domare i högsta domstolen som anklagades för sexuella trakasserier. Breitbart beskrev sig senare som en Reagan-konservativ med libertarianska sympatier.
Att lyssna på radiovärdar som Rush Limbaugh hjälpte Breitbart att förfina sina politiska och filosofiska ståndpunkter. Under den här perioden läste Breitbart också Camille Paglias bok Sexual Personae (1990), som fick honom att inse hur lite han hade lärt sig under sin högskoleutbildning.